# 푸쯔시

푸쯔 시의 위치

푸쯔시(한국어: 박자시, 중국어: 朴子市, 병음: Púzǐ Shì)는 중화민국 자이 현의 현할시이다. 넓이는 49.5737 km2이고, 인구는 2015년 8월 기준으로 43,026명이다. 자이 현 의회의 소재지이다. 또한 자이 현 정부는 타이바오 시에 있다.

## 역사
예전에는 박자각(樸仔腳)이라고 했지만 1920년의 지방 제도실시 때 박자(樸仔)를 간략하게 해 박자(朴子)라고 하고 각(腳)을 제거해 현재의 지명이 되었다.